# Metsä Group
Metsä Group, officiellement Association coopérative forestière (finnois : Metsäliitto Osuuskunta), est un fabricant de papier et de pâte à papier finlandais et la plus grosse coopérative en Europe.

## Présentation
Les secteurs d'activité du Groupe sont répartis entre les filiales: les produits du bois (Metsä Wood), la pâte à papier (Metsä Fibre), le carton (Metsä Board), les mouchoirs et papiers de cuisine (Metsä Tissue) et les services d'approvisionnement en bois et services forestiers (Metsä Forest).
Metsä Group appartient à ses 131 000 membres propriétaires forestiers finlandais.
En plus de la transformation du bois, la coopérative offre à ses 131 000 propriétaires forestiers membres des services de gestion forestière, une assistance et des conseils dans le commerce du bois et des opportunités d'investissement. Les membres de la coopérative Metsäliitto possèdent près de la moitié des forêts privées finlandaises.

## Biographie
- (fi) Seppo Zetterberg, Puusta pidemmälle - Metsäliitto 1934-1984, Helsinki, Kirjayhtymä, 1983 (ISBN 951-26-2459-1)
- (fi) Markku Kuisma, Sakari Siltala, Teemu Keskisarja, Paperin painajainen – Metsäliitto, metsät ja miljardit Suomen kohtaloissa, Helsinki, Siltala, 2014 (ISBN 978-952-234-211-9)